# Christian Michael Rottbøll (biskop)
 Der er flere personer med dette navn, se Christian Michael Rottbøll.
Christian Michael Rottbøll (12. april 1729 på Hørbygård – 8. december 1780 i Viborg) var en dansk biskop, broder til Christian Friis Rottbøll.
Familienavnet hidrører fra den gamle herregård Rotbøl i Lodbjærg Sogn i Thy; gården havde i flere slægtled været i familiens eje. Hans fader døde 2 måneder før hans fødsel, hvorfor han i dåben fik hans navn. Sammen med sin ældre broder blev han efter 5 års skoletid student fra Roskilde 1745 og tog attestats 1747. Han var derefter i 4 år huslærer hos en købmand i Nyborg og blev 1752 hører ved Nyborg Skole. Denne stilling opgav han 1755 og drog til København, hvor han blev alumn på Borchs Kollegium og dekan på Kommunitetet.
1756-57 var han medredaktør af Lærde Tidender. 1759 blev han professor theologiæ i Sorø og sognepræst sammesteds samt herredsprovst. Han tiltrådte disse embeder i foråret 1760, men forflyttedes allerede samme år til Århus som sognepræst ved Frue Kirke og provst i Ning Herred; tillige måtte han bistå stiftsprovst Christian Pontoppidan i hans embedsgerning på grund af hans svagelighed.
Efter Pontoppidans død 1765 overtog han hans embede ved domkirken i Århus; men 3 måneder efter (1766) forflyttedes han til København som sognepræst ved Trinitatis Kirke. Ved den store promotion i anledning af Christian VII’s salving fik han den teologiske doktorgrad ved en afhandling om 2. og 3. Johannes’ Brev. Endelig kom han 1770 som biskop til Viborg.
Rottbøll viste sig i alle sine embeder som en kundskabsrig, dygtig og samvittighedsfuld mand. I København var han den første, som brugte hver uge at lade dispositionerne til sine søndagsprædikener trykke og uddele. Han fik udgivet 3 1/2 årgang (1768-71). Som biskop forefandt han megen gammel slendrian i stiftet at råde bod på og havde adskillige bryderier ved embedets overtagelse; men han tog fat både i kirke- og skolevæsen med fast og myndig hånd, hvorved han dog ikke lod det mangle på venlighed og imødekommenhed, hvor han ikke traf på vitterlig trods eller dorskhed.
Rottbøll prædikede meget flittig i Viborg og var i ualmindelig grad udholdende ved katekisationerne under visitatserne. Han stod i venskabsforhold til P.F. Suhm, og denne giver ham det skudsmål, at han var "et klart og lyst Hoved, havde megen Anstand paa Prædikestolen og besad et skjønt Foredrag og herlige Naturgaver". Endnu føjer Suhm til: "Han havde afkastet mange Fordomme". Hvad hermed egentlig sigtes til, er ikke ganske klart; thi Rottbøll har ellers ikke på nogen fremtrædende måde gjort sig bekendt som hyldende tidsånden.
Han blev kun lidt over 50 år; hans stærke fedme fremskyndede vistnok hans tidlige død. 1760 havde han ægtet Kirstine Hedevig Brix (d. 1792 i København), datter af kaptajn Marcus Brix, kommandant i Nyborg. En søn af ham var Højesteretsadvokat Jens Laasby Rottbøll; en datter var gift med den ulykkelige konferensråd Christian Birch.